# Golfo de São Lourenço

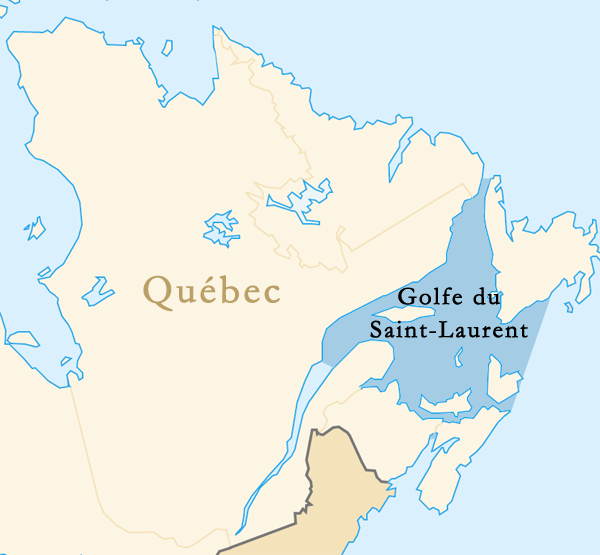
O Golfo de São Lourenço, destacado no Atlântico

O golfo de São Lourenço (em francês:  golfe du Saint-Laurent, em inglês:  gulf of Saint Lawrence) fica no leste do Canadá. É onde o rio São Lourenço desemboca no oceano Atlântico.
O golfo de São Lourenço é o maior estuário do mundo, e o escoadouro dos Grandes Lagos pelo rio São Lourenço no Atlântico.
O rio flui para o golfo pelo estreito de Jacques Cartier entre a região Côte-Nord do Quebec e a costa norte da ilha Anticosti, e pelo estreito de Honguedo entre a costa sul da ilha de Anticosti e a península de Gaspé.
O golfo é rodeado a norte pela península do Labrador, a este pela Terra Nova, a sul pela península da Nova Escócia e ilha Cape Breton, e a oeste pela península de Gaspé e Nova Brunswick. Contém ilhas grandes como Anticosti, a ilha do Príncipe Eduardo e as Ilhas Madalena.
Além do rio São Lourenço, desaguam no golfo outros rios importantes, como o rio Miramichi, o rio Natashquan, o rio Restigouche, o rio Margaree e o rio Humber.